# Bernhard Albrekt Bärfelt
Bernhard Albrekt Bärfelt, tidigare von Berfelt, död 1678, var en svensk militär.

## Biografi
Bernhard Albrekt Bärfelt var son till rikstygmästaren Joachim von Berfelt och Rebecka von Brandenstein. Han var ryttare och blev senare kornett vid Smålands kavalleriregemente. Bärfelt blev 1657 löjtnant vid Smålands kavalleriregemente och 1658 ryttmästare vid Jämtlands kavalleriregemente. Han fick 1663 förnyelse på sitt adelskap och introducerades i Sveriges Riddarhus som nummer 196. Jämtlands kavalleriregemente reducerades 1670 och han blev 5 september 1672 major vid von Wulffens dragoner. Bärfelt blev 2 juni 1676 överstelöjtnat vid dragonerna. Han var död 28 mars 1678 då 200 daler utanordandes till hans begravning som ägde rum 6 juli 1679 i Linderås socken.

### Familj
Bärfelt gifte sig första gången med Anna Prytz. Han gifte sig andra gången med Maria Elisabet Chrutzell (var död 1674), dotter av akademiräntmästaren Boetius Birgeri Chrutzelius vid Uppsala universitet och Catharina Rodersköld. De fick tillsammans barnenrustmästaren Boëtius Magnus Bärfelt (1669–1695) vid Livgardet, hovjungfrun Anna Catharina von Bärfelt (1673–1738), kommendanten Carl Gustaf Bärfelt (1675–1707) på Drottningskär och Margareta Elisabet Bärfelt (född 1677).